# بيجاراوية
البيجاراوية (الاسم العلمي: Bejarieae) هي قبيلة من النباتات تتبع فصيلة الخلنجية من الرتبة الخلنجيات.

## أجناس البيجاراوية
- البيجارية